# Leo von Neapel
Leo von Neapel war ein Archipresbyter (Erzpriester) des 10. Jahrhunderts. 
Bekannt ist Leo durch seine Historia de preliis Alexandri Magni, eine Übertragung des abenteuerlichen Alexanderromans des Pseudo-Kallisthenes aus dem Griechischen ins Lateinische. 
Über das Leben Leos erfahren wir aus dem Prolog, den er seiner Übersetzung voranstellte. Er reiste um 950 im Auftrag der Herzöge Johannes II. und Marinus II. von Neapel nach Konstantinopel. Dort entdeckte er eine griechische Handschrift des Alexanderromans, von der er eine Abschrift anfertigte. Einige Jahre später, nach seiner Rückkehr nach Italien, fertigte er eine lateinische Übersetzung mit dem Titel Nativitas et victoria Alexandri Magni regis an. Weit verbreitet wurde diese Übersetzung jedoch nicht. Erst die stilistisch geglätteten und interpolierten Fassungen, deren gängige Bezeichnung von einer Inkunabelausgabe mit dem Titel Historia Alexandri Magni regis Macedonis de preliis abgeleitet ist, erzielten eine starke Wirkung. 
Leos lateinische Fassung diente als Grundlage für zahlreiche Übersetzungen in andere europäische Sprachen sowie ins Hebräische.

## Textausgaben
- Friedrich Pfister: Der Alexanderroman des Archipresbyters Leo. Sammlung Mittellateinischer Texte 6. Winter, Heidelberg 1913. 141 S.
- Hermann-Josef Bergmeister (Hrsg.): Die Historia de preliis Alexandri Magni. Synoptische Edition der Rezensionen des Leo Archipresbyter und der interpolierten Fassungen J1, J2, J3 (Buch I und II), Hain, Meisenheim 1975
- Alfons Hilka / Karl Steffens (Hrsg.): Historia Alexandri Magni (Historia de preliis), Rezension J1, Hain, Meisenheim 1979
- Alfons Hilka / Rüdiger Grossmann: Historia Alexandri Magni (Historia de preliis), Rezension J2 (Orosius-Rezension), 2 Bände, Hain, Meisenheim 1976–1977
- Karl Steffens (Hrsg.): Die Historia de preliis Alexandri Magni, Rezension J3, Hain, Meisenheim 1975